# Jordan 194
La Jordan 194 è una monoposto di Formula 1, costruita dalla squadra irlandese Jordan per partecipare al Campionato mondiale di Formula 1 1994.

## Contesto

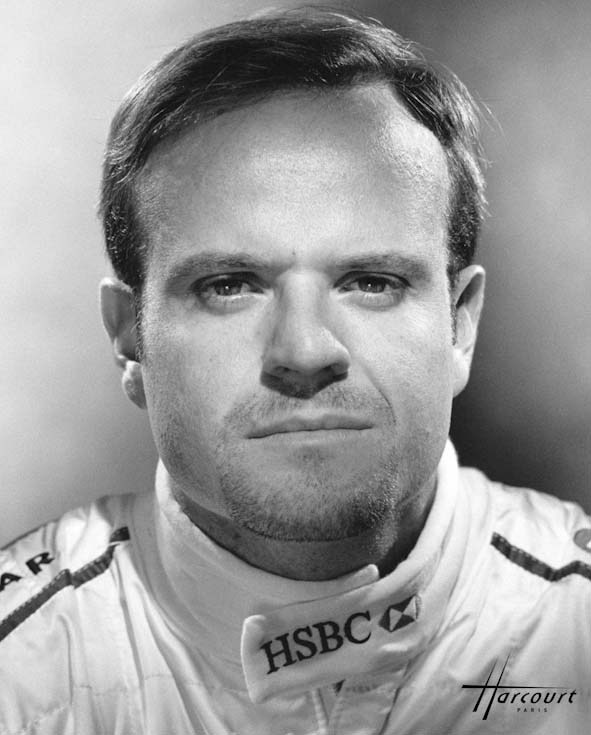
Il brasiliano Rubens Barrichello, qui in una foto del 1999 viene riconfermato dal team per il secondo anno consecutivo

### Piloti
Vengono riconfermati dal team gli stessi due piloti che hanno disputato la parte finale della stagione 1993, vale a dire il brasiliano Rubens Barrichello e il nordirlandese Eddie Irvine.

## Caratteristiche tecniche

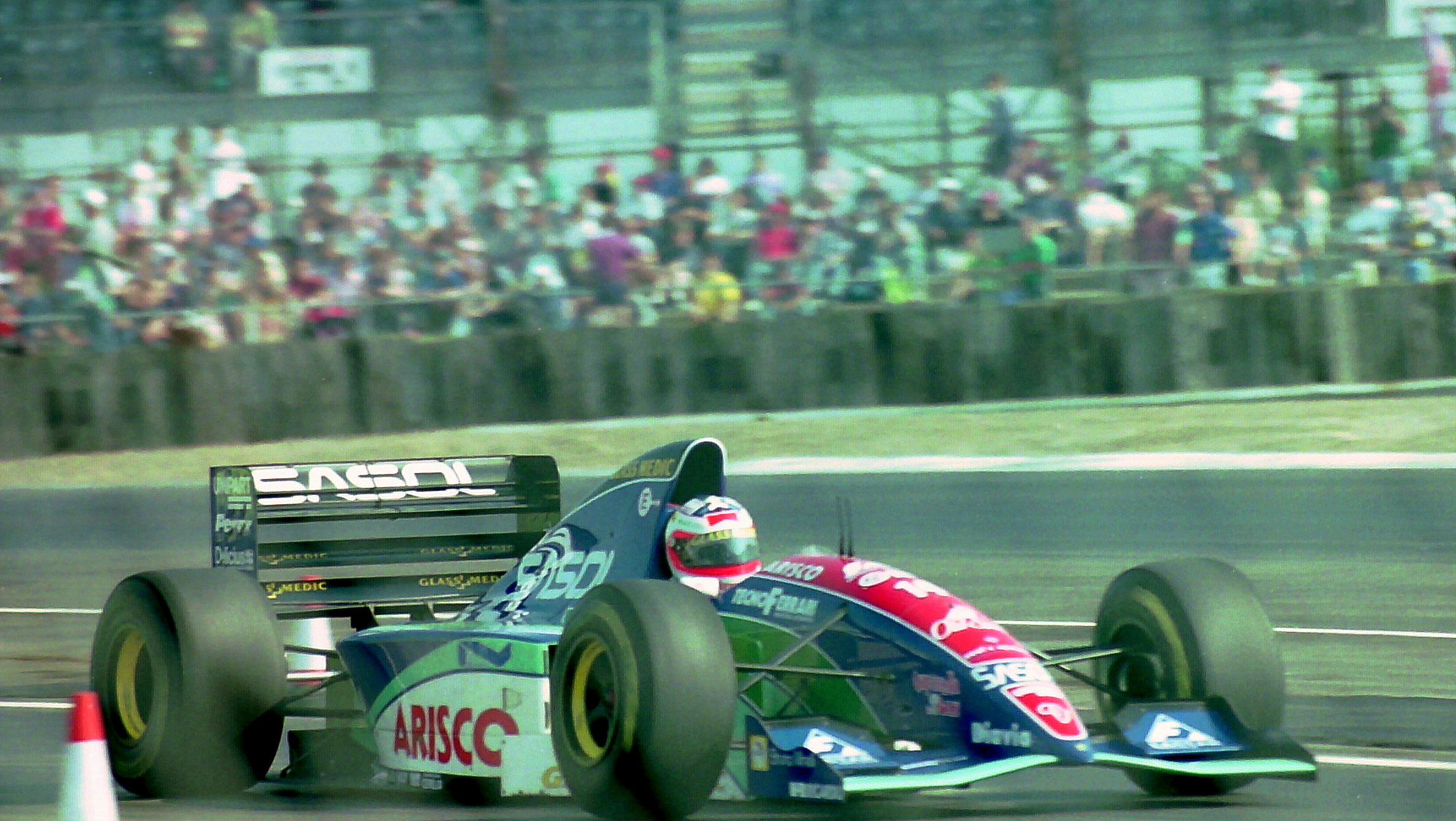
Rubens Barrichello all'uscita dei box durante il Gran Premio di Gran Bretagna

### Telaio
La 194 non differenzia molto rispetto alla vecchia 193 se non per alcuni dettagli tecnici introdotti sulla nuova vettura come l'ala anteriore, che non è più sorretta da due piloni ma è collegata direttamente al muso, che adotta un profilo più uniformemente curvilineo e spiovente, con una conformazione simile a quella già vista 3 anni prima sulla 191. La scocca viene modificata nella parte inferiore, mentre davanti alle pance laterali compaiono i bargeboards.

### Meccanica
A causa del cambio di regolamenti imposto dalla FIA a fine 1993, che vieta l'utilizzo di molti sistemi elettronici, quali il controllo di trazione e le sospensioni attive (queste ultime mai usate dalla Jordan), la 194 fu progettata con criteri convenzionali e poco estremi: le sospensioni adottarono lo schema push-rod per l'anteriore e pull-rod al posteriore. Il motore, ancora fornito dalla Hart, era della stessa specifica, la 1035, montata già sulla 193 e migliorata durante il periodo invernale; la trasmissione invece venne costruita in proprio dalla Jordan.

## Livrea e sponsor

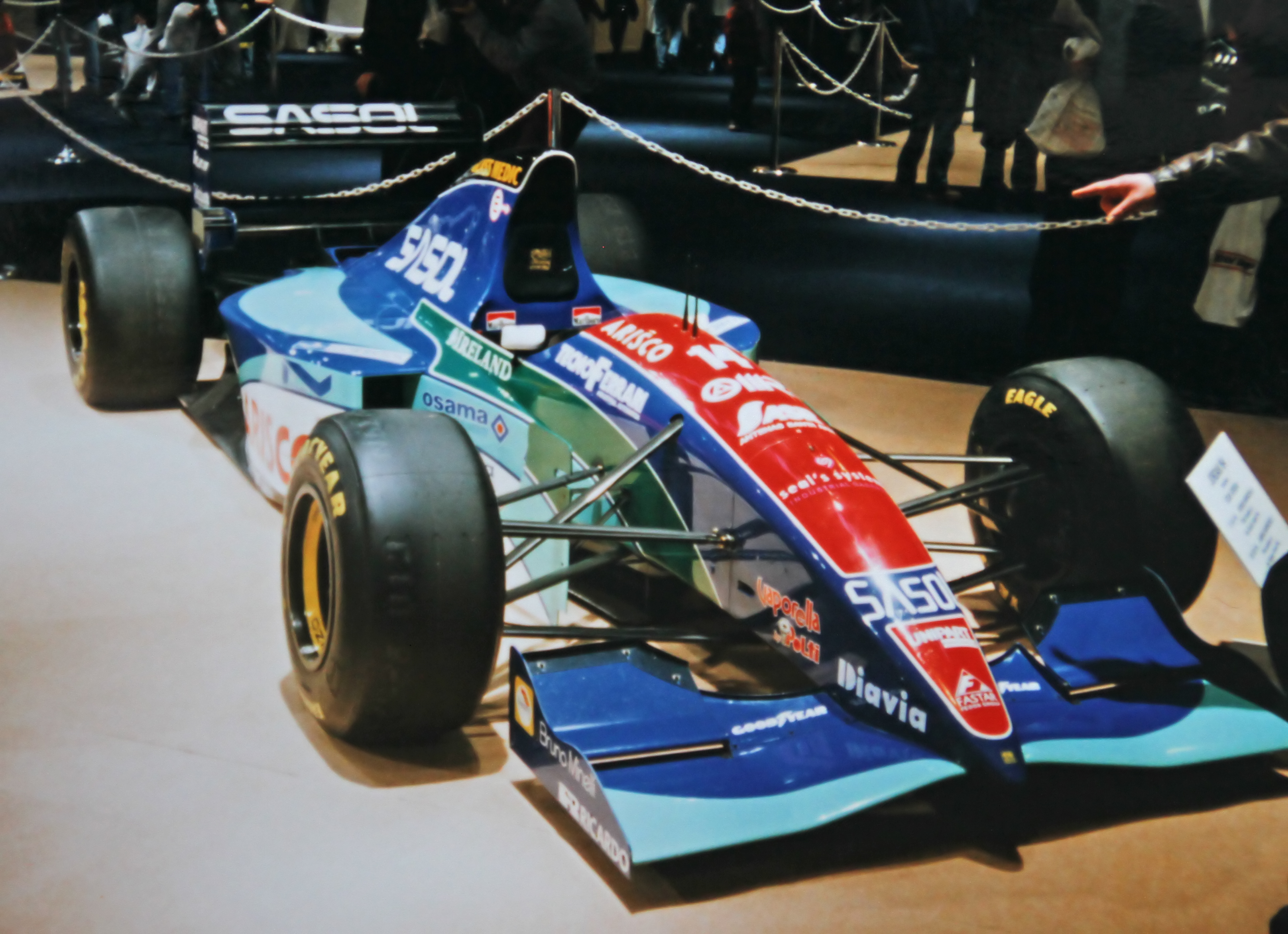
Livrea della Jordan 194.

La livrea della 194 non si discostò da quella dell’anno precedente: i colori dominanti erano il blu e il ciano, a cui si aggiungeva il rosso presente sulla superficie del muso e, per alcune gare, anche sull'airscope. Il blu ricopriva invece la maggior parte della vettura, mentre il ciano si trovava sulla superficie delle pance, ai lati della scocca e sull'ala anteriore. 
Vennero confermati diversi sponsor, a cominciare da Sasol e Arisco, ai quali si aggiunsero Osama, TecnoFerrari, Glass Medic, Gruppo OMR, Unipart, Diavia, oltre al sostegno del governo irlandese.
In occasione del Gran Premio di Francia, a seguito della sconfitta della Nazionale italiana contro la Nazionale irlandese ai gironi dei concomitanti Mondiali di calcio, entrambe le vetture riportarono ai bordi dell'abitacolo la scritta Ireland 1 Italy 0.

## Piloti
| Piloti ufficiali       | Piloti ufficiali   | Piloti ufficiali |
| Nazione                | Nome               | Numero           |
| ---------------------- | ------------------ | ---------------- |
| Brasile (bandiera)     | Rubens Barrichello | 14               |
| Regno Unito (bandiera) | Eddie Irvine       | 15               |
| Giappone (bandiera)    | Aguri Suzuki       | 15               |
| Italia (bandiera)      | Andrea De Cesaris  | 15               |

## Carriera agonistica

### Stagione
Nonostante le limitazioni imposte dal regolamento e il motore della passata stagione che sembrano minare il progetto della vettura, la nuova 194 si rivela abbastanza veloce e al debutto in Brasile Barrichello arriva quarto grazie anche ai numerosi ritiri avvenuti nel corso della gara; Il debutto di Irvine è invece un disastro: il nordirlandese si rende protagonista di un pericoloso incidente che coinvolge anche Jos Verstappen, Éric Bernard e Martin Brundle; ritenuto colpevole dell'accaduto, viene squalificato dalla FIA inizialmente per una gara, ma, dopo il ricorso presentato la settimana seguente, la Federazione decide per una squalifica di tre Gran Premi.
Ad Aida, quindi, la Jordan sceglie di affidare il sedile al giapponese ex Footwork, Larrousse e Zakspeed Aguri Suzuki che però, senza aver mai guidato la vettura in precedenza, si qualifica 20º e si ritira dopo 44 giri per un problema allo sterzo mentre Barrichello disputa un'altra ottima gara, scrivendo a suo modo la storia del team: infatti il brasiliano, partito ottavo alla domenica, trae nuovamente vantaggio dai ritiri davanti a lui e chiude al terzo posto il Gran Premio, conquistando il primo podio in carriera e il primo podio della squadra che arriva dopo 49 gare disputate in massima serie.
Il successivo appuntamento di Imola si rivela essere uno dei più tragici della storia della Formula 1 per le morti di Roland Ratzenberger e Ayrton Senna, ma anche per quanto successo a Barrichello durante le prove libere il venerdì: infatti, a causa del cedimento della sospensione posteriore sinistra e della velocità troppo elevata, il carioca esce di traiettoria alla Variante Bassa, passa di traverso sul cordolo esterno e decolla, superando le gomme di bordopista e impattando contro le reti di protezione. L'auto rimbalza all'indietro, ribaltandosi un paio di volte e rimanendo capovolta nella via di fuga. Barrichello perde i sensi e viene rianimato dai medici a bordo pista, per poi essere portato al centro medico dove gli vengono riscontrati una frattura al setto nasale, tagli alla bocca, un braccio rotto, una costola incrinata ed una leggera amnesia che gli impediscono di prendere parte al resto dell'evento. Nel frattempo, la Jordan decide di schierare la sola vettura di Andrea De Cesaris (chiamato al posto dell'appiedato Suzuki a sostituire Irvine per le successive due gare) che si qualifica 21º e si ritira in gara per un testacoda.
Al Gran Premio di Monaco il pilota romano, all'ultima gara con la Jordan, si mette in evidenza sopravanzando Barrichello in qualifica e chiudendo la gara al quarto posto davanti anche alla Ferrari di Jean Alesi, dopo una rimonta dal 14º posto mentre il suo compagno di squadra chiude anzitempo per problemi elettrici. In Spagna torna dunque Irvine dopo aver scontato la squalifica, andando subito a punti per la prima volta in stagione grazie al sesto posto finale; Barrichello invece si rende autore di una buona qualifica con il quinto tempo, ma in gara si ritira nuovamente. Per la Jordan è comunque un ottimo periodo, dopo 5 gare la compagine irlandese è infatti quarta con 11 punti davanti anche alla più quotata McLaren, un rendimento mai visto da parte del team prima di allora.
La costanza di risultati viene però meno nelle successive gare, nonostante l'elevata velocità dell'auto evidenziata nel corso delle qualifiche. Il motivo è la fragile affidabilità di cui soffre la 194 unita ai numerosi scontri con altre vetture di cui si rendono protagonisti entrambi i piloti, che arrivano a costare alla Jordan il quarto posto, a beneficio della McLaren: infatti, in sei gare, arrivano solo 3 punti, frutto di un quarto posto di Barrichello a Silverstone. Il brasiliano però si rimette in mostra in Belgio, con stupore di tutti gli addetti ai lavori: nella sessione del venerdì la pista è in condizioni di bagnato e va via via asciugandosi, cosicché il team tenta l'azzardo facendo uscire il carioca con gomme da asciutto. L'azzardo si rivela vincente e il brasiliano porta, inizialmente in maniera provvisoria, la vettura in pole position, con anche Irvine che segna il quarto tempo; nella sessione domenicale ritorna però la pioggia e nessuno migliora il proprio tempo, con Barrichello che quindi tiene la pole, la prima del team nella sua storia, e si conferma all'epoca come il pilota più giovane di sempre a riuscire in tale impresa (record poi battuto 9 anni più tardi da Fernando Alonso nel Gran Premio della Malesia 2003). La gara non va tuttavia come previsto, con entrambi i piloti che concludono anzitempo.
Dal Gran Premio d'Italia fino a fine stagione, la Jordan sembra poi tornare quella di inizio stagione, tanto che riesce a totalizzare 14 punti negli ultimi cinque round stagionali (9 di Barrichello, 5 di Irvine) riuscendo quindi a riconfermare la propria competitività anche in gara, prova ne è il fatto che almeno una vettura è arrivata a punti in tutte e cinque le corse.
Grazie al rendimento, seppur altalenante, ma buono, della 194, la Jordan chiude la stagione 1994 al quinto posto nella classifica costruttori con 28 punti, una stagione che verrà ricordata a posteriori come una delle migliori (la quarta assoluta) della storia del team irlandese.

## Risultati completi
| Anno | Team         | Motore                | Gomme | Piloti      |     |     |     |     |     |     |     |     |     |     |     |     |   |    |     |     | Punti | Pos. |
| ---- | ------------ | --------------------- | ----- | ----------- | --- | --- | --- | --- | --- | --- | --- | --- | --- | --- | --- | --- | - | -- | --- | --- | ----- | ---- |
| 1994 | Sasol Jordan | Hart 1035 3.499cc V10 | G     | Barrichello | 4   | 3   | NQ  | Rit | Rit | 7   | Rit | 4   | Rit | Rit | Rit | 4   | 4 | 12 | Rit | 4   | 28    | 5º   |
| 1994 | Sasol Jordan | Hart 1035 3.499cc V10 | G     | Irvine      | Rit | ES  | ES  | ES  | 6   | Rit | Rit | Rit | Rit | Rit | 13  | Rit | 7 | 4  | 5   | Rit | 28    | 5º   |
| 1994 | Sasol Jordan | Hart 1035 3.499cc V10 | G     | Suzuki      |     | Rit |     |     |     |     |     |     |     |     |     |     |   |    |     |     | 28    | 5º   |
| 1994 | Sasol Jordan | Hart 1035 3.499cc V10 | G     | De Cesaris  |     |     | Rit | 4   |     |     |     |     |     |     |     |     |   |    |     |     | 28    | 5º   |